# چایخانه ماه اوت
چای‌خانه ماه اوت (به انگلیسی: The Teahouse of the August Moon) یک فیلم کمدی آمریکایی به کارگردانی دنیل من و با بازی مارلون براندو در سال ۱۹۵۶ است. در ۱۹۵۳ جان پاتریک فیلم‌نامه چای‌خانه ماه اوت را با اقتباس از نمایشنامه خود که در برادوی که برنده جایزه پولیتزر شد برداشت کرد. این فیلم موفق شد به هفتمین جشنواره بین‌المللی فیلم برلین راه پیدا کند.

## داستان
یک سال پس از جنگ جهانی دوم در ۱۹۴۵، «کاپیتان فیسبی» به دهکده‌ای در اوکیناوا فرستاده می‌شود تا به ساکنان آنجا دموکراسی را بیاموزد. اولین قدم ساخت یک مدرسه است. آن‌ها به او دربارهٔ سنت‌ها و فرهنگ خود گفته و او را متقاعد می‌کنند چیزی را که بیشتر از همه چیز می‌خواهند بسازد…

## بازیگران
- مارلون براندو در نقش ساکینی
- گلن فورد در نقش کاپیتان فیسبی
- ماچیکو کیو در نقش
- ادی آلبرت در نقش کاپیتان مک‌لین
- پال فورد در نقش سرهنگ
- جون نگامی در نقش آقا سیکو
- نیجیکو کیوکاوا در نقش خانم هیگا جیگا
- میتسوکو ساوامورا در نقش دختر کوچک
- هنری مورگان در نقش گروهبان گروگوویچ